# Callista Roy
La Germana Callista Roy (n. el 14 d'octubre de 1939 a Los Angeles, Califòrnia) és una religiosa, teòrica, professora i autora d'infermeria. És coneguda per haver creat el model d'adaptació de Roy. L'any 2007 va ser designada «Llegenda Vivent» per l'Acadèmia Americana d'Infermeria.

## Educació
Roy va obtenir un pregrau en infermeria pel Mount St. Mary's College el 1963, seguit per un màster en infermeria per la Universitat de Califòrnia a Los Angeles (UCLA) al 1966. Després va obtenir màsters i doctorats en sociologia per la UCLA. Va ser becària de postdoctorat en infermeria de Neurociencia a la Universitat de Califòrnia en Sant Francisco i també se li han concedit quatre doctorats honoris causa.

## Carrera
Callista Roy és professora i teòrica d'infermeria a l'Escola d'Infermeria de William F. Connell, en el Boston College. L'any 1991 va fundar la Boston Based Adaptation Research in Nursing Society (BBARNS), que més tard va canviar el nom com Roy Adaptation Association (Associació d'Adaptació de Roy). Ha donat nombroses conferències en més de trenta països, incloent Estats Units. Actualment, estudia els efectes de les intervencions en la recuperació cognitiva després d'una lesió lleu en el cap.
Pertany a la congregació Germanes de Sant Josep de Carondelet

## Model d'adaptació de Roy
Durant els seus estudis de postgrau, la professora Dorothy Johnson li va imposar l'obligació d'escriure un model conceptual d'infermeria. El model d'adaptació de Roy va ser publicat per primera vegada en Nursing Outlook, el 1970. En aquest model, els éssers humans (com a individus o en grups) són sistemes holístics i adaptables. L'entorn consisteix en estímuls interns i externs que envolten a l'individu o grup. La salut és considerada com un estat sa i intacte que condueix a la integritat. La meta de la infermeria és promocionar maneres d'adaptació que recolzin la salut global.
Quatre maneres d'adaptació recolzen la integritat: psicològic-físic, identitat grupal de autoconcepte, funció de rol i interdependència. Aplicant el model de Roy, els següents passos poden ajudar a integrar-ho amb el procés d'infermeria tradicional: valoració del comportament del client, valoració dels estímuls, diagnòstic d'infermeria, fixació de metes, intervencions, i avaluació.

## Honors i premis. Selecció
- 1981: Membre de la Sigma Theta Tau i premi "National Founder’s Award for Excellence in fostering Professional Nursing Standards"[5]
- 2007: «Llegenda Vivent», Acadèmia Americana d'Infermeria.[6]
- 2011: Premi Mentor, Societat Sigma Theta Tau.[5]
- 2013: Doctorat d'honor de la Holy Family University[7]
- 2013: Premi Alumni per Assoliment professional, UCLA[7]
- 2013: Premi Excellence in Nursing de la Universitat d'Antioquia, Medellin Colòmbia[7]

## Obres publicades
- Roy, C. (2009). «Assessment and the Roy Adaptation Model», The Japanese Nursing Journal, 29(11), 5-7. (Inglés)
- Roy, C. (2008). «Adversity and theory: The broad picture», Nursing Science Quarterly, 21(2), 138-139. (Inglés)
- Whittemore, R. & Roy, C. (2002). «Adapting to Diabetis Mellitus: A Theory Synthesis», Nursing Science Quarterly, 15(4), 311-317. (Inglés)